# 버티 히긴스
버티 히긴스(Bertie Higgins, 본명(本名)은 엘버트 조지프 히긴스(Elbert Joseph Higgins), 1944년 12월 8일 ~ )는 미국의 싱어송라이터 겸 기타 연주자이다. 정확히는 독일계 미국인이다.

## 생애
1961년 로큰롤 음악 밴드 "더 뢰먼스(The Roemans)"의 보컬리스트 겸 기타리스트로 첫 데뷔하였고 그로부터 3년 후 1964년에는 밴드 명칭의 알파벳 철자를 조금 다듬어 고친 록 음악 밴드 "더 라먼스(The Romans)"의 보컬리스트 겸 기타리스트로 활동하였으나 2년 후 1966년 록 밴드 "더 라먼스(The Romans)"가 해체되고 나서는 작사가와 작곡가로 활동하다가 1982년 솔로 가수 데뷔하였다.

## 유명세
대한민국 국내에서는 《Casablanca》라는 곡을 불러 히트한 가수로 널리 알려져 있다.